# Villa Bruno Krumbholz
Die Villa Bruno Krumbholz liegt im Stadtteil Kötzschenbroda der sächsischen Stadt Radebeul, in der Bernhard-Voß-Straße 23. Sie wurde 1898 durch den Musikdirektor der Lößnitz-Kapelle Bruno Krumbholz errichtet, der dort auch seine Orchesterschule betrieb. Direkt links daneben baute sieben Jahre später der Fabrikant J. Wilhelm Hofmann seine Villa, mit Produktionsgebäude im Hinterhof.

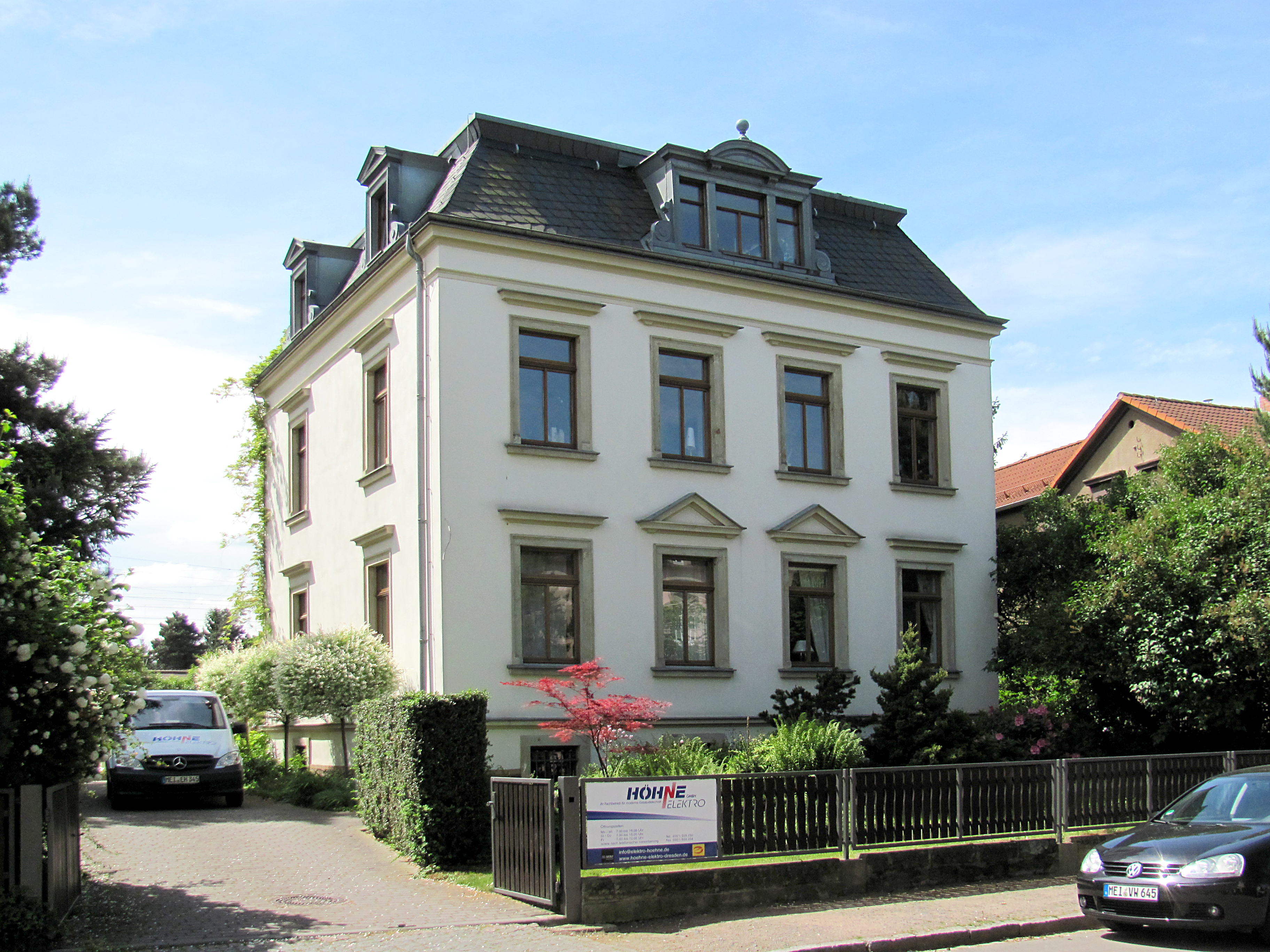
Villa Bruno Krumbholz

## Beschreibung
Die zweigeschossige, unter Denkmalschutz stehende Mietvilla hat ein verschiefertes, ausgebautes Pyramidenstumpfdach. Die vierachsige Straßenansicht ist symmetrisch aufgebaut. Die von Sandsteingewänden eingefassten Fenster werden hier wie auch in den Seitenansichten von horizontalen Verdachungen geschützt; abweichend sitzen über den beiden mittleren Hochparterre-Fenstern Dreiecksverdachungen. Das Dachgeschoss wird zur Straße durch ein Drillingsfenster-Dachhäuschen geschmückt. Dessen Segmentbogenabschluss wird in der Mittelachse durch ein Zierelement in Zinkblech bekrönt.
Die Seitenansichten des Putzbaus sind zweiachsig. In den jeweiligen Dachseiten sitzen Giebelgauben. Der Eingangsvorbau sitzt vor der rechten Seitenansicht; der Eingang ist über eine Freitreppe zu erreichen. Das in der oberen Hälfte verputzte und darunter aus Bruchstein-Mauerwerk bestehende Kellergeschoss wird nach oben durch ein Sockelgesims abgesetzt. Das obere Stockwerk wird zum Dach hin kurz oberhalb der oberen Fensterverdachungen durch ein breites Dachgesims abgeschlossen.

## Geschichte
Der Kötzschenbrodaer Musikdirektor Bruno Krumbholz, Leiter des 1871 gegründeten, Lössnitz-Kapelle genannten, Stadtorchesters baute sich 1898 in der damaligen Blücherstraße 9 (heute Bernhard-Voß-Straße 23) eine Villa.

### Orchesterschule
Zur Nachwuchsgewinnung für die professionelle Kötzschenbrodaer Stadtkapelle gründete der seinerzeitige Direktor Krumbholz 1897 eine private Musiklehranstalt, die erst im Gaststättengebäude des Lößnitzer Hofes (Meißner Straße 202, damals noch Zur guten Hoffnung) untergebracht war. Ein Jahr später verlegte er die Schule in seine neuerbaute Villa in der Blücherstraße. 1908 genehmigte das sächsische Ministerium des Kultus und Öffentlichen Unterrichts unter Heinrich Gustav Beck den dortigen Ausbildungsgang zum Orchestermusiker; gleichzeitig integrierten sie diesen in die Beruflich gegliederte Fortbildungsschule der Gemeinde Kötzschenbroda, die damit bis zum Ersten Weltkrieg eine selbstständige Fachklasse für Musikschüler betrieb.
Zu Beginn des Weltkriegs wurde die Kapelle aufgelöst. Krumbholz und sein Sohn Kurt belebten 1919 die Stadtkapelle wieder, im Jahr 1923 starben beide.

### Orchester- und Musikerfachschule
Krumbholz' Nachfolger wurde der Konzertmeister Wilhelm Laudel (1881–1964), der 1924 die offizielle Einsetzung als Stadtmusikdirektor erhielt, wohl im Zusammenhang mit dem Erhalt der Stadtrechte nach der Vereinigung der westlichen Lößnitzortschaften zur Stadt Kötzschenbroda. Laudel übernahm Krumbholz' Villa, die er in der Folge auch als seinen Wohnsitz nutzte. In Abstimmung mit der Stadt eröffnete Laudel in gemeinsamer Trägerschaft von Stadtorchester und Berufsschule Kötzschenbroda die Orchester- und Musikerfachschule, damals umgangssprachlich „Stadtpfeife“ genannt. Bis zu 60 im Internat untergebrachte Jungen im Alter von 14 bis 17 wurden dort für drei bis vier Jahre theoretisch und praktisch an zwei Musikinstrumenten ausgebildet. Ziel war die Befähigung zum Einsatz in zivilen Orchestern wie auch in Militärkapellen.
Die Schulräume befanden sich sowohl in der Villa als auch im Berufsschulgebäude in der heutigen Hermann-Ilgen-Straße 35 (heute Mittelschule Kötzschenbroda). Die Lehrer für den Einzelunterricht kamen von der Sächsischen Staatskapelle in Dresden beziehungsweise von der Dresdner Philharmonie, Laudel dagegen unterrichtete den Orchestereinsatz. Einer der bekanntesten dort tätigen Lehrer war Heinrich Knauer, Kammervirtuose und Solopauker der damaligen Staatskapelle Dresden und Begründer der Dresdner Trommelschule, einer speziellen Spielweise und Spieltechnik der kleinen Trommel, die in dieser Institution ihren Ursprung fand und welche die heutige Grundlage der weltweiten Ausbildung von Orchesterschlagzeugern bildet.
Die „weithin als vorbildlich gewürdigte Einrichtung“ wurde im April 1943 von der Stadt als öffentliche Berufsfachschule für Orchestermusiker übernommen. Nach dem Zweiten Weltkrieg konnte Laudel die Schule zurückerwerben und als „Musiklehrlingsabteilung“ seines Orchesters weiterbetreiben.
Im Oktober 1950 beschloss das sächsische Ministerium für Volksbildung, alle Schüler kommunaler wie auch privater Musikschulen an die staatlich betriebenen Musikoberschulen zu überführen. Anfang 1951 wurde gegen den Protest Laudels seine Schule amtlicherseits geschlossen.

### Heutige Nutzung
Heute wird das Gebäude mit dem dahinter gelegenen Hof und den dortigen Gebäuden durch einen Elektrofachbetrieb genutzt.